# 松山中島村 (岐阜県)
松山中島村（まつやまなかしまむら）は、かつて岐阜県海津郡に存在した村である。
現在、この地域は木曽川と長良川の河道となっており、海津市海津町駒ヶ江と愛知県愛西市高畑町の間の河川敷に該当する。
松山中島村発足時は海西郡の村であったが、郡の合併により海津郡の村となった。

## 歴史
- 元々この地域は尾張国海西郡の村であり、木曽川東岸に位置し高畑村（現・愛西市高畑町）と陸続きであったが、正保3年（1646年）に松山中島村の東側を掘割して木曽川を通したため、木曽川の西岸の村となり、高須輪中の一部（松山中島輪中）となる。
- 愛知県成立により、愛知県海西郡松山中島村となる。
- 1887年（明治20年）7月12日 - 愛知県海西郡から岐阜県海西郡に編入される。
- 1889年（明治22年）7月1日 - 町村制により松山中島村発足。
- 1892年（明治25年）〜1895年（明治28年）頃 - 木曽三川分流工事により、松山中島村全域が木曽川・長良川の新河道となるため、全住民が移転。実質の廃村となるが、村としては存続。
- 1897年（明治30年）4月1日[1] - 郡制に基づき、下石津郡、海西郡と安八郡の一部が合併し、海津郡になる。当村は海津郡の村となる。
- 1897年（明治30年）4月1日 - 大和田村、秋江村、草場村、駒ヶ江村、日原村、長瀬村、立野村、長久保村と合併し東江村が発足。同日松山中島村廃止。

## 神社・仏閣
- 白山神社
  - 常夜燈と棟札が海津市歴史民俗資料館に保管されている。

## 出身著名人
- 西本健次郎（西本組経営者・貴族院多額納税者議員）